# Campeonato Mundial de Atletismo em Pista Coberta de 2012 - 800 m feminino
A prova dos 800 metros feminino do Campeonato Mundial de Atletismo em Pista Coberta de 2012 foi disputada entre 9 e 11 de março na Ataköy Athletics Arena em Istambul, Turquia.

## Recordes
Antes desta competição, os recordes mundiais e do campeonato nesta prova eram os seguintes:
|    | Nome              | Nacionalidade | Tempo     | Local    | Data               |
| -- | ----------------- | ------------- | --------- | -------- | ------------------ |
| WR | Jolanda Čeplak    | Eslovênia     | 1m 55s 82 | Viena    | 3 de março de 2002 |
| CR | Ludmila Formanová | Chéquia       | 1m 56s 90 | Maebashi | 7 de março de 1999 |

## Medalhistas
| Ouro                | Prata               | Bronze            |
| Pamela Jelimo (KEN) | Nataliia Lupu (UKR) | Erica Moore (USA) |

## Cronograma
| Data        | Hora  | Evento  |
| ----------- | ----- | ------- |
| 9 de março  | 11:50 | Bateria |
| 11 de março | 15:35 | Final   |

## Resultados

### Bateria
Qualificação: 1 atletas de cada bateria  (Q) mais os  3 melhores qualificados (q).
| Colocação | Bateria | Atleta            | Nacionalidade  | Tempo   | Notas  |
| --------- | ------- | ----------------- | -------------- | ------- | ------ |
| 1         | 3       | Jelena Kofanowa   | Rússia         | 1:59.80 | Q      |
| 2         | 3       | Erica Moore       | Estados Unidos | 2:00.24 | q, PB  |
| 3         | 1       | Pamela Jelimo     | Quênia         | 2:00.32 | q      |
| 4         | 1       | Natala Lupu       | Ucrânia        | 2:01.17 | q, PB  |
| 5         | 3       | Merve Aydın       | Turquia        | 2:01.19 | NR     |
| 6         | 2       | Fantu Magiso      | Etiópia        | 2:01.69 | Q, PB  |
| 7         | 2       | Maryna Arzamasawa | Bielorrússia   | 2:02.05 |        |
| 8         | 3       | Eléni Filándra    | Grécia         | 2:02.67 |        |
| 9         | 1       | Lenka Masná       | Chéquia        | 2:03.08 |        |
| 10        | 1       | Phoebe Wright     | Estados Unidos | 2:03.11 |        |
| 11        | 2       | Carolin Walter    | Alemanha       | 2:03.61 |        |
| 12        | 2       | Marilyn Okoro     | Reino Unido    | 2:04.06 |        |
| 13        | 2       | Malika Akkaoui    | Marrocos       | 2:04.20 |        |
| 14        | 3       | Elena Popescu     | Moldávia       | 2:05.24 | PB     |
| 15        | 2       | Rabia Ashiq       | Paquistão      | 2:27.03 | PB     |
| 16        | 1       | Woroud Sawalha    | Palestina      | 2:51.87 | PB     |
|           | 3       | Elisa Cusma       | Itália         | DNF     |        |
| DSQ       | 1       | Julija Rusanowa   | Rússia         | 2:00.26 | Doping |

### Final
A final ocorreu dia 11 de março. 
| Colocação.        | Atleta          | Nacionalidade  | Tempo   | Notas  |
| ----------------- | --------------- | -------------- | ------- | ------ |
| Medalha de ouro   | Pamela Jelimo   | Quênia         | 1:58.83 | WL, NR |
| Medalha de prata  | Natala Lupu     | Ucrânia        | 1:59.67 | PB     |
| Medalha de bronze | Erica Moore     | Estados Unidos | 1:59.97 | PB     |
| 4                 | Fantu Magiso    | Etiópia        | 2:00.30 | PB     |
| 5                 | Jelena Kofanowa | Rússia         | 2:00.67 |        |
| DSQ               | Julija Rusanowa | Rússia         | 2:01.87 | Doping |

Legenda
| Recorde mundial       | Recorde mundial (World record)               |                       | Recorde africano                      | Recorde africano (African) |                                           | Q | Classificado por posição (Qualified) |
| Recorde do campeonato | Recorde do campeonato (Championship record)  | Recorde da América    | Recorde da América (Americas)         | q                          | Classificado por melhor tempo (Qualified) |   |                                      |
| Melhor marca do ano   | Melhor marca do ano (World leading)          | Recorde asiático      | Recorde asiático (Asian)              | DNS                        | Não largou (Did not start)                |   |                                      |
| Recorde nacional      | Recorde nacional (National record)           | Recorde europeu       | Recorde europeu (European)            | DNF                        | Não terminou (Did not finish)             |   |                                      |
| Recorde pessoal       | Recorde pessoal do atleta (Personal best)    | Recorde da Oceania    | Recorde da Oceania (Oceania)          | DSQ / DQ                   | Desclassificado (Disqualified)            |   |                                      |
| Recorde da temporada  | Recorde da temporada do atleta (Season best) | Recorde sul-americano | Recorde sul-americano (South America) | NM                         | Sem marca (No mark)                       |   |                                      |